# Hayden Peak (Antarktika)
Der Hayden Peak ist ein Berggipfel an der Walgreen-Küste des westantarktischen Marie-Byrd-Lands. Er ist der südlichste der Gerrish Peaks auf der Bear-Halbinsel.
Der United States Geological Survey kartierte ihn anhand eigener Vermessungen und Luftaufnahmen der United States Navy aus den Jahren von 1959 bis 1966. Das Advisory Committee on Antarctic Names benannte ihn nach Dennis J. Hayden, Funker der drei Abordnungen der Navy-Flugstaffel VX-6 am McMurdo-Sund bis zur Kampagne zwischen 1975 und 1976.